# Cynopterus luzoniensis
Il pipistrello dal muso corto di Peters (Cynopterus luzoniensis  Peters, 1861) è un pipistrello appartenente alla famiglia degli Pteropodidi, diffuso nelle Filippine e a Sulawesi

## Descrizione

### Dimensioni
Pipistrello di medie dimensioni con la lunghezza totale tra 88 e 110 mm, la lunghezza dell'avambraccio tra 58 e 68 mm, la lunghezza della coda tra 3 e 15 mm, la lunghezza delle orecchie tra 14 e 20 mm e un peso fino a 41 g.

### Aspetto
La pelliccia è corta. Il colore generale del corpo è grigio-olivastro. Nei maschi è presente un collare di peli gialli, più chiaro nelle femmine. Il muso è corto e largo, gli occhi sono grandi. Le orecchie sono grandi, rotonde bordate di giallo-brunastro chiaro. Le falangi e i metacarpi sono giallognoli, in netto contrasto con le membrane alari marroni scure. La coda è corta, mentre l'uropatagio è ridotto ad una sottile membrana lungo la parte interna degli arti inferiori.

## Biologia

### Comportamento
Effettua spostamenti di circa un chilometro in poche settimane per raggiungere aree con presenza di cibo.

### Alimentazione
Si nutre di specie native di Ficus, Guava e Banane. È considerata una piaga per gli agricoltori.

### Riproduzione
Danno alla luce un piccolo alla volta almeno due volte l'anno. Le femmine diventano sessualmente riproduttive dopo 6-8 mesi dalla nascita, mentre i maschi dopo solo un anno. L'aspettativa di vita è circa 4-6 anni.

## Distribuzione e habitat
Questa specie è diffusa nelle Filippine: Balabac, Bantayan, Barit, Basilan, Batan, Biliran, Bohol, Bongao, Boracay, Busuanga, Calagna-an, Calauit, Calayan, Caluya, Camotes, Carabao, Catanduanes, Cebu, Culion, Cuyo, Dalupiri, Dinagat, Fuga, Guimaras, Guintarcan, Leyte, Lubang, Luzon, Mactan, Marinduque, Maripipi, Masbate, Maybag, Mindanao, Mindoro, Negros, Palaui, Palawan, Panay, Panobolon, Polillo, Sabtang, Samar, Sanga-sanga, Semirara, Siargao, Sibay, Sibutu, Sibuyan, Simunul, Siquijor, Tablas, Tawi-tawi; Sulawesi, Buton, Tanahjampea, Isole Sangihe: Sangihe, Siau; Isole Sula: Manggole, Sanana; Isole Talaud: Karakelong.
Vive nelle foreste secondarie di pianura e montane fino a 1.600 metri di altitudine. È abbondante nelle aree agricole ed è presente negli insediamenti umani.

## Tassonomia
Questa specie è stata considerata fino al 1991 come sinonimo di C.brachyotis.

## Conservazione
La IUCN Red List,considerato il vasto Areale, la popolazione numerosa e l'adattamento agli habitat degradati, classifica C.luzoniensis come specie a rischio minimo (Least Concern)).